# Campeonato de Primera División C 1981 (Argentina)
El Campeonato de Primera División C 1981 fue la cuadragésima séptima temporada del certamen de la tercera categoría del fútbol argentino. Se disputó entre el 7 de marzo y el 28 de noviembre de 1981.
Los nuevos participantes fueron Chacarita Juniors, descendido de la Primera B 1980 y Brown de Adrogué, campeón de la Ronda Final de la Primera D 1980, respectivamente.
El certamen consagró campeón por primera vez a Lanús, que obtuvo el ascenso luego de tres temporadas en la categoría. Por su parte, Chacarita Juniors resultó subcampeón y obtuvo el segundo ascenso.

## Ascensos y descensos
| Pos. | Ascendido de la Primera C 1980 |
| ---- | ------------------------------ |
| 1º   | Deportivo Morón                |

| Pos. | Descendido de la Primera B 1980 |
| ---- | ------------------------------- |
| 20º  | Chacarita Juniors               |

| Pos. | Ascendido de la Primera D 1980 |
| ---- | ------------------------------ |
| 1º   | Brown de Adrogué               |

| Pos. | Descendido de la Primera C 1980 |
| ---- | ------------------------------- |
| 20º  | Barracas Central                |

## Formato
Los equipos se enfrentaron bajo el sistema de todos contra todos a 2 ruedas. El equipo con mayor puntaje se consagró campeón y obtuvo el ascenso, mientras que el subcampeón obtuvo el segundo ascenso.
Los equipos posicionados en los dos últimos lugares de la Tabla de posiciones descendieron.

## Equipos participantes
| Equipo               | Ciudad       | Estadio              | Capacidad |
| -------------------- | ------------ | -------------------- | --------- |
| Argentino de Rosario | Rosario      | José Martín Olaeta   | 12.500    |
| Berazategui          | Berazategui  | Norman Lee           | 5500      |
| Brown de Adrogué     | Adrogué      | Lorenzo Arandilla    | 4500      |
| Central Córdoba (R)  | Rosario      | Gabino Sosa          | 10.000    |
| Chacarita Juniors    | San Martín   | Estadio de Chacarita | 24.000    |
| Colegiales           | Munro        | Libertarios Unidos   | 6000      |
| Comunicaciones       | Buenos Aires | Alfredo Ramos        | 3500      |
| Def. de Cambaceres   | Ensenada     | 12 de Octubre        | 8000      |
| Defensores Unidos    | Zárate       | Gigante de Villa Fox | 6000      |
| Deportivo Merlo      | Merlo        | José Manuel Moreno   | 7500      |
| Deportivo Riestra    | Buenos Aires | Riestra y Lacarra    | 3000      |
| Dock Sud             | Dock Sud     | De Los Inmigrantes   | 9500      |
| Excursionistas       | Buenos Aires | Excursionistas       | 7200      |
| Flandria             | Jáuregui     | Carlos V             | 5000      |
| General Lamadrid     | Buenos Aires | Enrique Sexto        | 3500      |
| Lanús                | Lanús        | Ciudad de Lanús      | 47.000    |
| Luján                | Luján        | Municipal de Luján   | 2000      |
| San Miguel           | San Miguel   | Malvinas Argentinas  | 11.000    |
| San Telmo            | Dock Sud     | Dr. Osvaldo Baletto  | 10.500    |
| Tristán Suárez       | Ezeiza       | 20 de Octubre        | 15.000    |

### Distribución geográfica de los equipos
| Región                                   | Cant. | Equipos |
| ---------------------------------------- | ----- | --- |
| Conurbano bonaerense                     | 10    | Berazategui, Brown de Adrogué, Chacarita Juniors, Colegiales, Deportivo Merlo, Dock Sud, Lanús, San Miguel, San Telmo, y Tristán Suárez |
| Ciudad de Buenos Aires                   | 4     | Comunicaciones, Deportivo Riestra, Excursionistas y General Lamadrid                                                                    |
| Interior de la provincia de Buenos Aires | 3     | Defensores Unidos, Flandria y Luján |
| Ciudad de Rosario                        | 2     | Argentino de Rosario y Central Córdoba (R)                                                                                              |
| Gran La Plata                            | 1     | Defensores de Cambaceres |

## Tabla de posiciones
| Pos. | Equipo                   | Pts. | PJ | PG | PE | PP | GF  | GC | Dif. |
| ---- | ------------------------ | ---- | -- | -- | -- | -- | --- | -- | ---- |
| 1.º  | Lanús                    | 66   | 38 | 31 | 4  | 3  | 102 | 34 | 68   |
| 2.º  | Chacarita Juniors        | 64   | 38 | 29 | 6  | 3  | 105 | 19 | 86   |
| 3.º  | San Telmo                | 54   | 38 | 25 | 6  | 7  | 70  | 31 | 39   |
| 4.º  | Argentino de Rosario     | 46   | 38 | 18 | 10 | 10 | 62  | 50 | 12   |
| 5.º  | Central Córdoba (R)      | 44   | 38 | 15 | 14 | 9  | 60  | 42 | 18   |
| 6.º  | San Miguel               | 42   | 38 | 15 | 12 | 11 | 61  | 53 | 8    |
| 7.º  | Comunicaciones           | 40   | 38 | 15 | 10 | 13 | 52  | 42 | 10   |
| 8.º  | Colegiales               | 40   | 38 | 16 | 8  | 14 | 52  | 55 | −3   |
| 9.º  | Deportivo Merlo          | 35   | 38 | 11 | 13 | 14 | 52  | 45 | 7    |
| 10.º | Tristán Suárez           | 35   | 38 | 11 | 13 | 14 | 46  | 42 | 4    |
| 11.º | Dock Sud                 | 35   | 38 | 12 | 11 | 15 | 33  | 52 | −19  |
| 12.º | Excursionistas           | 34   | 38 | 11 | 12 | 15 | 61  | 56 | 5    |
| 13.º | Luján                    | 34   | 38 | 12 | 10 | 16 | 55  | 71 | −16  |
| 14.º | Defensores de Cambaceres | 30   | 38 | 12 | 6  | 20 | 43  | 71 | −28  |
| 15.º | Flandria                 | 29   | 38 | 11 | 7  | 20 | 43  | 67 | −24  |
| 16.º | General Lamadrid         | 29   | 38 | 10 | 9  | 19 | 39  | 70 | −31  |
| 17.º | Defensores Unidos        | 28   | 38 | 10 | 8  | 20 | 48  | 83 | −35  |
| 18.º | Berazategui              | 27   | 38 | 8  | 11 | 19 | 34  | 55 | −21  |
| 19.º | Brown de Adrogué         | 24   | 38 | 7  | 10 | 21 | 40  | 77 | −37  |
| 20.º | Deportivo Riestra        | 22   | 38 | 9  | 4  | 25 | 48  | 91 | −43  |

|  | Se consagró campeón y ascendió a la Primera B. |
|  | Ascendió a la Primera B como subcampeón.       |
|  | Descendió a la Primera D.                      |

## Resultados
| Comunicaciones           | 0 - 1 | Dock Sud             | Alfredo Ramos        | 7 de marzo |
| Chacarita Juniors        | 3 - 1 | Tristán Suárez       | Chacarita Juniors    | 7 de marzo |
| Defensores Unidos        | 1 - 1 | San Miguel           | Gigante de Villa Fox | 7 de marzo |
| Deportivo Riestra        | 3 - 1 | General Lamadrid     | Riestra y Lacarra    | 7 de marzo |
| Central Córdoba (R)      | 6 - 1 | Flandria             | Gabino Sosa          | 7 de marzo |
| Luján                    | 1 - 3 | Argentino de Rosario | Municipal de Luján   | 7 de marzo |
| Excursionistas           | 1 - 0 | Berazategui          | Pampa y Miñones      | 7 de marzo |
| Defensores de Cambaceres | 0 - 3 | Deportivo Merlo      | Rivadavia y Quintana | 7 de marzo |
| Brown de Adrogué         | 1 - 1 | Colegiales           | Lorenzo Arandilla    | 7 de marzo |
| San Telmo                | 2 - 0 | Lanús                | Isla Maciel          | 7 de marzo |

| Lanús                | 4 - 0 | Brown de Adrogué         | Ciudad de Lanús     | 14 de marzo |
| Colegiales           | 2 - 3 | Defensores de Cambaceres | Chacarita Juniors   | 14 de marzo |
| Deportivo Merlo      | 2 - 1 | Excursionistas           | José Manuel Moreno  | 14 de marzo |
| Berazategui          | 0 - 3 | Luján                    | Berazategui         | 14 de marzo |
| Argentino de Rosario | 2 - 1 | Central Córdoba (R)      | Gabino Sosa         | 14 de marzo |
| Flandria             | 2 - 1 | Deportivo Riestra        | Carlos V            | 14 de marzo |
| General Lamadrid     | 3 - 2 | Defensores Unidos        | Enrique Sexto       | 14 de marzo |
| San Miguel           | 0 - 2 | Chacarita Juniors        | Malvinas Argentinas | 14 de marzo |
| Tristán Suárez       | 0 - 0 | Dock Sud                 | Moreno y Fariña     | 14 de marzo |
| San Telmo            | 3 - 1 | Comunicaciones           | Isla Maciel         | 17 de marzo |

| Comunicaciones           | 3 - 0 | Tristán Suárez       | Alfredo Ramos        | 21 de marzo |
| Dock Sud                 | 2 - 1 | San Miguel           | De Los Inmigrantes   | 21 de marzo |
| Chacarita Juniors        | 6 - 1 | General Lamadrid     | Chacarita Juniors    | 21 de marzo |
| Defensores Unidos        | 1 - 0 | Flandria             | Gigante de Villa Fox | 21 de marzo |
| Deportivo Riestra        | 3 - 1 | Argentino de Rosario | Riestra y Lacarra    | 21 de marzo |
| Central Córdoba (R)      | 2 - 0 | Berazategui          | Gabino Sosa          | 21 de marzo |
| Luján                    | 1 - 0 | Deportivo Merlo      | Municipal de Luján   | 21 de marzo |
| Excursionistas           | 3 - 3 | Colegiales           | Pampa y Miñones      | 21 de marzo |
| Defensores de Cambaceres | 1 - 2 | Lanús                | Rivadavia y Quintana | 21 de marzo |
| Brown de Adrogué         | 1 - 3 | San Telmo            | Lorenzo Arandilla    | 21 de marzo |

| San Telmo            | 3 - 0 | Defensores de Cambaceres | Isla Maciel         | 28 de marzo |
| Lanús                | 4 - 1 | Excursionistas           | Ciudad de Lanús     | 28 de marzo |
| Colegiales           | 3 - 2 | Luján                    | Chacarita Juniors   | 28 de marzo |
| Argentino de Rosario | 5 - 2 | Defensores Unidos        | Argentino (Rosario) | 28 de marzo |
| Flandria             | 0 - 3 | Chacarita Juniors        | Carlos V            | 28 de marzo |
| San Miguel           | 3 - 0 | Tristán Suárez           | Malvinas Argentinas | 28 de marzo |
| Brown de Adrogué     | 0 - 1 | Comunicaciones           | Lorenzo Arandilla   | 31 de marzo |
| Deportivo Merlo      | 1 - 1 | Central Córdoba (R)      | José Manuel Moreno  | 31 de marzo |
| Berazategui          | 1 - 2 | Deportivo Riestra        | Berazategui         | 31 de marzo |
| General Lamadrid     | 1 - 4 | Dock Sud                 | Enrique Sexto       | 31 de marzo |

| Comunicaciones           | 0 - 1 | San Miguel           | Alfredo Ramos        | 4 de abril |
| Tristán Suárez           | 1 - 0 | General Lamadrid     | Moreno y Fariña      | 4 de abril |
| Dock Sud                 | 1 - 0 | Flandria             | De Los Inmigrantes   | 4 de abril |
| Chacarita Juniors        | 2 - 0 | Argentino de Rosario | Chacarita Juniors    | 4 de abril |
| Defensores Unidos        | 2 - 1 | Berazategui          | Gigante de Villa Fox | 4 de abril |
| Deportivo Riestra        | 0 - 2 | Deportivo Merlo      | Riestra y Lacarra    | 4 de abril |
| Central Córdoba (R)      | 3 - 1 | Colegiales           | Gabino Sosa          | 4 de abril |
| Luján                    | 1 - 4 | Lanús                | Municipal de Luján   | 4 de abril |
| Excursionistas           | 1 - 2 | San Telmo            | Pampa y Miñones      | 4 de abril |
| Defensores de Cambaceres | 1 - 3 | Brown de Adrogué     | Rivadavia y Quintana | 4 de abril |

| Defensores de Cambaceres | 1 - 2 | Comunicaciones      | Rivadavia y Quintana | 11 de abril |
| Brown de Adrogué         | 0 - 4 | Excursionistas      | Lorenzo Arandilla    | 11 de abril |
| San Telmo                | 2 - 3 | Luján               | Isla Maciel          | 11 de abril |
| Lanús                    | 3 - 1 | Central Córdoba (R) | Ciudad de Lanús      | 11 de abril |
| Colegiales               | 4 - 1 | Deportivo Riestra   | Chacarita Juniors    | 11 de abril |
| Deportivo Merlo          | 2 - 3 | Defensores Unidos   | José Manuel Moreno   | 11 de abril |
| Berazategui              | 0 - 5 | Chacarita Juniors   | Alfredo Beranger     | 11 de abril |
| Argentino de Rosario     | 1 - 1 | Dock Sud            | Argentino (Rosario)  | 11 de abril |
| Flandria                 | 1 - 1 | Tristán Suárez      | Carlos V             | 11 de abril |
| General Lamadrid         | 1 - 1 | San Miguel          | Enrique Sexto        | 11 de abril |

| Comunicaciones      | 3 - 0 | General Lamadrid         | Alfredo Ramos        | 18 de abril |
| San Miguel          | 0 - 3 | Flandria                 | Malvinas Argentinas  | 18 de abril |
| Tristán Suárez      | 5 - 1 | Argentino de Rosario     | Moreno y Fariña      | 18 de abril |
| Dock Sud            | 2 - 1 | Berazategui              | De Los Inmigrantes   | 18 de abril |
| Chacarita Juniors   | 2 - 1 | Deportivo Merlo          | Chacarita Juniors    | 18 de abril |
| Defensores Unidos   | 1 - 3 | Colegiales               | Gigante de Villa Fox | 18 de abril |
| Deportivo Riestra   | 1 - 5 | Lanús                    | Tomás Adolfo Ducó    | 18 de abril |
| Central Córdoba (R) | 2 - 1 | San Telmo                | Parque Independencia | 18 de abril |
| Luján               | 1 - 3 | Brown de Adrogué         | Municipal de Luján   | 18 de abril |
| Excursionistas      | 1 - 2 | Defensores de Cambaceres | Pampa y Miñones      | 18 de abril |

| Excursionistas           | 3 - 0 | Comunicaciones      | Pampa y Miñones      | 25 de abril |
| Defensores de Cambaceres | 1 - 2 | Luján               | Rivadavia y Quintana | 25 de abril |
| Brown de Adrogué         | 1 - 2 | Central Córdoba (R) | Lorenzo Arandilla    | 25 de abril |
| San Telmo                | 5 - 0 | Deportivo Riestra   | Isla Maciel          | 25 de abril |
| Lanús                    | 3 - 2 | Defensores Unidos   | Ciudad de Lanús      | 25 de abril |
| Colegiales               | 0 - 1 | Chacarita Juniors   | All Boys             | 25 de abril |
| Deportivo Merlo          | 0 - 0 | Dock Sud            | José Manuel Moreno   | 25 de abril |
| Berazategui              | 1 - 0 | Tristán Suárez      | César Luis Menotti   | 25 de abril |
| Argentino de Rosario     | 1 - 0 | San Miguel          | Argentino (Rosario)  | 25 de abril |
| Flandria                 | 1 - 1 | General Lamadrid    | Carlos V             | 25 de abril |

| Comunicaciones      | 3 - 0 | Flandria                 | Alfredo Ramos        | 2 de mayo |
| General Lamadrid    | 0 - 1 | Argentino de Rosario     | Enrique Sexto        | 2 de mayo |
| San Miguel          | 1 - 0 | Berazategui              | Malvinas Argentinas  | 2 de mayo |
| Tristán Suárez      | 2 - 1 | Deportivo Merlo          | Moreno y Fariña      | 2 de mayo |
| Dock Sud            | 0 - 2 | Colegiales               | De Los Inmigrantes   | 2 de mayo |
| Chacarita Juniors   | 0 - 0 | Lanús                    | Chacarita Juniors    | 2 de mayo |
| Defensores Unidos   | 0 - 3 | San Telmo                | Gigante de Villa Fox | 2 de mayo |
| Deportivo Riestra   | 2 - 3 | Brown de Adrogué         | Riestra y Lacarra    | 2 de mayo |
| Central Córdoba (R) | 0 - 1 | Defensores de Cambaceres | Gabino Sosa          | 2 de mayo |
| Luján               | 1 - 1 | Excursionistas           | Municipal de Luján   | 2 de mayo |

| Luján                    | 1 - 1 | Comunicaciones      | Municipal de Luján   | 9 de mayo |
| Excursionistas           | 3 - 2 | Central Córdoba (R) | Pampa y Miñones      | 9 de mayo |
| Defensores de Cambaceres | 5 - 1 | Deportivo Riestra   | Rivadavia y Quintana | 9 de mayo |
| Brown de Adrogué         | 2 - 2 | Defensores Unidos   | Lorenzo Arandilla    | 9 de mayo |
| San Telmo                | 1 - 4 | Chacarita Juniors   | Isla Maciel          | 9 de mayo |
| Lanús                    | 4 - 2 | Dock Sud            | Ciudad de Lanús      | 9 de mayo |
| Colegiales               | 1 - 1 | Tristán Suárez      | Malaver y Posadas    | 9 de mayo |
| Deportivo Merlo          | 2 - 2 | San Miguel          | José Manuel Moreno   | 9 de mayo |
| Berazategui              | 1 - 2 | General Lamadrid    | Berazategui          | 9 de mayo |
| Argentino de Rosario     | 2 - 0 | Flandria            | Argentino (Rosario)  | 9 de mayo |

| Comunicaciones      | 1 - 1 | Argentino de Rosario     | Alfredo Ramos        | 16 de mayo |
| Flandria            | 2 - 0 | Berazategui              | Carlos V             | 16 de mayo |
| General Lamadrid    | 0 - 2 | Deportivo Merlo          | Enrique Sexto        | 16 de mayo |
| San Miguel          | 4 - 1 | Colegiales               | Malvinas Argentinas  | 16 de mayo |
| Tristán Suárez      | 1 - 1 | Lanús                    | Moreno y Fariña      | 16 de mayo |
| Dock Sud            | 0 - 0 | San Telmo                | De Los Inmigrantes   | 16 de mayo |
| Chacarita Juniors   | 7 - 0 | Brown de Adrogué         | Chacarita Juniors    | 16 de mayo |
| Defensores Unidos   | 2 - 0 | Defensores de Cambaceres | Gigante de Villa Fox | 16 de mayo |
| Deportivo Riestra   | 1 - 1 | Excursionistas           | Riestra y Lacarra    | 16 de mayo |
| Central Córdoba (R) | 1 - 1 | Luján                    | Gabino Sosa          | 16 de mayo |

| Central Córdoba (R)      | 4 - 0 | Comunicaciones       | Gabino Sosa          | 23 de mayo |
| Luján                    | 7 - 1 | Deportivo Riestra    | Municipal de Luján   | 23 de mayo |
| Excursionistas           | 6 - 1 | Defensores Unidos    | Pampa y Miñones      | 23 de mayo |
| Brown de Adrogué         | 0 - 1 | Dock Sud             | Lorenzo Arandilla    | 23 de mayo |
| Lanús                    | 4 - 1 | San Miguel           | Ciudad de Lanús      | 23 de mayo |
| Colegiales               | 4 - 1 | General Lamadrid     | Malaver y Posadas    | 23 de mayo |
| Deportivo Merlo          | 1 - 0 | Flandria             | José Manuel Moreno   | 23 de mayo |
| Berazategui              | 0 - 1 | Argentino de Rosario | Berazategui          | 23 de mayo |
| San Telmo                | 1 - 1 | Tristán Suárez       | Isla Maciel          | 26 de mayo |
| Defensores de Cambaceres | 0 - 9 | Chacarita Juniors    | Rivadavia y Quintana | 3 de junio |

| Comunicaciones       | 2 - 0 | Berazategui              | Alfredo Ramos        | 30 de mayo |
| Argentino de Rosario | 2 - 0 | Deportivo Merlo          | Argentino (Rosario)  | 30 de mayo |
| Flandria             | 4 - 1 | Colegiales               | Carlos V             | 30 de mayo |
| General Lamadrid     | 1 - 0 | Lanús                    | All Boys             | 30 de mayo |
| San Miguel           | 0 - 3 | San Telmo                | Malvinas Argentinas  | 30 de mayo |
| Tristán Suárez       | 3 - 0 | Brown de Adrogué         | Moreno y Fariña      | 30 de mayo |
| Dock Sud             | 2 - 3 | Defensores de Cambaceres | De Los Inmigrantes   | 30 de mayo |
| Chacarita Juniors    | 2 - 0 | Excursionistas           | Chacarita Juniors    | 30 de mayo |
| Defensores Unidos    | 1 - 1 | Luján                    | Gigante de Villa Fox | 30 de mayo |
| Deportivo Riestra    | 0 - 0 | Central Córdoba (R)      | Riestra y Lacarra    | 30 de mayo |

| Deportivo Riestra        | 1 - 1 | Comunicaciones       | Riestra y Lacarra    | 6 de junio |
| Central Córdoba (R)      | 4 - 0 | Defensores Unidos    | Gabino Sosa          | 6 de junio |
| Luján                    | 0 - 0 | Chacarita Juniors    | Carlos V             | 6 de junio |
| Excursionistas           | 1 - 1 | Dock Sud             | Pampa y Miñones      | 6 de junio |
| Defensores de Cambaceres | 1 - 1 | Tristán Suárez       | Rivadavia y Quintana | 6 de junio |
| Brown de Adrogué         | 1 - 2 | San Miguel           | Lorenzo Arandilla    | 6 de junio |
| San Telmo                | 2 - 0 | General Lamadrid     | Isla Maciel          | 6 de junio |
| Lanús                    | 1 - 0 | Flandria             | Ciudad de Lanús      | 6 de junio |
| Colegiales               | 1 - 1 | Argentino de Rosario | Malaver y Posadas    | 6 de junio |
| Deportivo Merlo          | 2 - 0 | Berazategui          | José Manuel Moreno   | 6 de junio |

| Comunicaciones       | 1 - 1 | Deportivo Merlo          | Alfredo Ramos        | 13 de junio |
| Berazategui          | 0 - 0 | Colegiales               | Berazategui          | 13 de junio |
| Argentino de Rosario | 2 - 6 | Lanús                    | Argentino (Rosario)  | 13 de junio |
| Flandria             | 0 - 0 | San Telmo                | Carlos V             | 13 de junio |
| General Lamadrid     | 2 - 2 | Brown de Adrogué         | Enrique Sexto        | 13 de junio |
| San Miguel           | 1 - 1 | Defensores de Cambaceres | Malvinas Argentinas  | 13 de junio |
| Tristán Suárez       | 1 - 1 | Excursionistas           | Moreno y Fariña      | 13 de junio |
| Dock Sud             | 2 - 1 | Luján                    | De Los Inmigrantes   | 13 de junio |
| Chacarita Juniors    | 1 - 2 | Central Córdoba (R)      | Chacarita Juniors    | 13 de junio |
| Defensores Unidos    | 5 - 2 | Deportivo Riestra        | Gigante de Villa Fox | 13 de junio |

| Defensores Unidos        | 3 - 0 | Comunicaciones       | Gigante de Villa Fox | 20 de junio |
| Deportivo Riestra        | 1 - 2 | Chacarita Juniors    | Atlanta              | 20 de junio |
| Central Córdoba (R)      | 2 - 0 | Dock Sud             | Gabino Sosa          | 20 de junio |
| Luján                    | 0 - 0 | Tristán Suárez       | Municipal de Luján   | 20 de junio |
| Excursionistas           | 1 - 3 | San Miguel           | Pampa y Miñones      | 20 de junio |
| Defensores de Cambaceres | 3 - 1 | General Lamadrid     | Rivadavia y Quintana | 20 de junio |
| Brown de Adrogué         | 0 - 1 | Flandria             | Lorenzo Arandilla    | 20 de junio |
| San Telmo                | 2 - 1 | Argentino de Rosario | Isla Maciel          | 20 de junio |
| Lanús                    | 3 - 0 | Berazategui          | Ciudad de Lanús      | 20 de junio |
| Colegiales               | 1 - 0 | Deportivo Merlo      | Malaver y Posadas    | 20 de junio |

| Comunicaciones       | 4 - 1 | Colegiales               | Alfredo Ramos       | 27 de junio |
| Deportivo Merlo      | 2 - 2 | Lanús                    | José Manuel Moreno  | 27 de junio |
| Berazategui          | 0 - 1 | San Telmo                | Berazategui         | 27 de junio |
| Argentino de Rosario | 2 - 2 | Brown de Adrogué         | Argentino (Rosario) | 27 de junio |
| Flandria             | 2 - 1 | Defensores de Cambaceres | Carlos V            | 27 de junio |
| General Lamadrid     | 2 - 1 | Excursionistas           | Enrique Sexto       | 27 de junio |
| San Miguel           | 1 - 2 | Luján                    | Malvinas Argentinas | 27 de junio |
| Tristán Suárez       | 0 - 0 | Central Córdoba (R)      | Moreno y Fariña     | 27 de junio |
| Dock Sud             | 3 - 2 | Deportivo Riestra        | De Los Inmigrantes  | 27 de junio |
| Chacarita Juniors    | 7 - 0 | Defensores Unidos        | Tomás Adolfo Ducó   | 27 de junio |

| Chacarita Juniors        | 3 - 1 | Comunicaciones       | Atlanta              | 4 de julio |
| Defensores Unidos        | 0 - 1 | Dock Sud             | Gigante de Villa Fox | 4 de julio |
| Deportivo Riestra        | 0 - 2 | Tristán Suárez       | Alfredo Ramos        | 4 de julio |
| Central Córdoba (R)      | 2 - 0 | San Miguel           | Gabino Sosa          | 4 de julio |
| Luján                    | 0 - 0 | General Lamadrid     | Municipal de Luján   | 4 de julio |
| Excursionistas           | 2 - 3 | Flandria             | Pampa y Miñones      | 4 de julio |
| Defensores de Cambaceres | 2 - 1 | Argentino de Rosario | Rivadavia y Quintana | 4 de julio |
| Brown de Adrogué         | 0 - 1 | Berazategui          | Lorenzo Arandilla    | 4 de julio |
| San Telmo                | 1 - 0 | Deportivo Merlo      | Isla Maciel          | 4 de julio |
| Lanús                    | 4 - 1 | Colegiales           | Ciudad de Lanús      | 4 de julio |

| Comunicaciones       | 1 - 3 | Lanús                    | Alfredo Ramos       | 11 de julio |
| Colegiales           | 1 - 2 | San Telmo                | Malaver y Posadas   | 11 de julio |
| Deportivo Merlo      | 2 - 3 | Brown de Adrogué         | José Manuel Moreno  | 11 de julio |
| Berazategui          | 1 - 2 | Defensores de Cambaceres | Lorenzo Arandilla   | 11 de julio |
| Argentino de Rosario | 2 - 2 | Excursionistas           | Argentino (Rosario) | 11 de julio |
| Flandria             | 1 - 1 | Luján                    | Carlos V            | 11 de julio |
| General Lamadrid     | 1 - 1 | Central Córdoba (R)      | Enrique Sexto       | 11 de julio |
| San Miguel           | 1 - 1 | Deportivo Riestra        | Malvinas Argentinas | 11 de julio |
| Tristán Suárez       | 4 - 0 | Defensores Unidos        | Moreno y Fariña     | 11 de julio |
| Dock Sud             | 0 - 0 | Chacarita Juniors        | De Los Inmigrantes  | 11 de julio |

| Dock Sud             | 0 - 0 | Comunicaciones           | De Los Inmigrantes  | 18 de julio |
| Tristán Suárez       | 0 - 2 | Chacarita Juniors        | Eduardo Gallardón   | 18 de julio |
| San Miguel           | 7 - 1 | Defensores Unidos        | Malvinas Argentinas | 18 de julio |
| General Lamadrid     | 2 - 0 | Deportivo Riestra        | Enrique Sexto       | 18 de julio |
| Flandria             | 0 - 0 | Central Córdoba (R)      | Carlos V            | 18 de julio |
| Argentino de Rosario | 5 - 0 | Luján                    | Argentino (Rosario) | 18 de julio |
| Berazategui          | 1 - 0 | Excursionistas           | Guido y Sarmiento   | 18 de julio |
| Deportivo Merlo      | 1 - 1 | Defensores de Cambaceres | José Manuel Moreno  | 18 de julio |
| Colegiales           | 0 - 0 | Brown de Adrogué         | Malaver y Posadas   | 18 de julio |
| Lanús                | 0 - 0 | San Telmo                | Ciudad de Lanús     | 18 de julio |

| Comunicaciones           | 0 - 1 | San Telmo            | Alfredo Ramos        | 25 de julio |
| Brown de Adrogué         | 1 - 3 | Lanús                | Lorenzo Arandilla    | 25 de julio |
| Defensores de Cambaceres | 0 - 1 | Colegiales           | Rivadavia y Quintana | 25 de julio |
| Excursionistas           | 0 - 0 | Deportivo Merlo      | Pampa y Miñones      | 25 de julio |
| Luján                    | 2 - 0 | Berazategui          | Municipal de Luján   | 25 de julio |
| Central Córdoba (R)      | 1 - 1 | Argentino de Rosario | Gabino Sosa          | 25 de julio |
| Deportivo Riestra        | 1 - 2 | Flandria             | Saturnino Moure      | 25 de julio |
| Defensores Unidos        | 1 - 0 | General Lamadrid     | Gigante de Villa Fox | 25 de julio |
| Chacarita Juniors        | 2 - 1 | San Miguel           | Chacarita Juniors    | 25 de julio |
| Dock Sud                 | 1 - 0 | Tristán Suárez       | De Los Inmigrantes   | 25 de julio |

| Tristán Suárez       | 1 - 2 | Comunicaciones           | Moreno y Fariña     | 1 de agosto |
| San Miguel           | 0 - 0 | Dock Sud                 | Malvinas Argentinas | 1 de agosto |
| General Lamadrid     | 0 - 5 | Chacarita Juniors        | All Boys            | 1 de agosto |
| Flandria             | 1 - 0 | Defensores Unidos        | Carlos V            | 1 de agosto |
| Argentino de Rosario | 3 - 0 | Deportivo Riestra        | Argentino (Rosario) | 1 de agosto |
| Berazategui          | 3 - 3 | Central Córdoba (R)      | Berazategui         | 1 de agosto |
| Deportivo Merlo      | 1 - 1 | Luján                    | José Manuel Moreno  | 1 de agosto |
| Colegiales           | 1 - 0 | Excursionistas           | Malaver y Posadas   | 1 de agosto |
| Lanús                | 6 - 1 | Defensores de Cambaceres | Ciudad de Lanús     | 1 de agosto |
| San Telmo            | 4 - 0 | Brown de Adrogué         | Isla Maciel         | 1 de agosto |

| Comunicaciones           | 5 - 0 | Brown de Adrogué     | Alfredo Ramos        | 8 de agosto  |
| Defensores de Cambaceres | 2 - 3 | San Telmo            | Rivadavia y Quintana | 8 de agosto  |
| Luján                    | 0 - 2 | Colegiales           | Municipal de Luján   | 8 de agosto  |
| Central Córdoba (R)      | 1 - 1 | Deportivo Merlo      | Gabino Sosa          | 8 de agosto  |
| Deportivo Riestra        | 3 - 1 | Berazategui          | Saturnino Moure      | 8 de agosto  |
| Defensores Unidos        | 1 - 2 | Argentino de Rosario | Gigante de Villa Fox | 8 de agosto  |
| Chacarita Juniors        | 4 - 2 | Flandria             | Chacarita Juniors    | 8 de agosto  |
| Tristán Suárez           | 1 - 2 | San Miguel           | Moreno y Fariña      | 8 de agosto  |
| Excursionistas           | 0 - 1 | Lanús                | Pampa y Miñones      | 11 de agosto |
| Dock Sud                 | 0 - 2 | General Lamadrid     | De Los Inmigrantes   | 11 de agosto |

| San Miguel           | 1 - 0 | Comunicaciones           | Malvinas Argentinas | 16 de agosto |
| General Lamadrid     | 2 - 0 | Tristán Suárez           | Enrique Sexto       | 16 de agosto |
| Flandria             | 2 - 1 | Dock Sud                 | Carlos V            | 16 de agosto |
| Argentino de Rosario | 0 - 3 | Chacarita Juniors        | Argentino (Rosario) | 16 de agosto |
| Berazategui          | 3 - 2 | Defensores Unidos        | Berazategui         | 16 de agosto |
| Deportivo Merlo      | 0 - 1 | Deportivo Riestra        | José Manuel Moreno  | 16 de agosto |
| Colegiales           | 2 - 1 | Central Córdoba (R)      | Malaver y Posadas   | 16 de agosto |
| Lanús                | 3 - 0 | Luján                    | Ciudad de Lanús     | 16 de agosto |
| San Telmo            | 0 - 0 | Excursionistas           | Isla Maciel         | 16 de agosto |
| Brown de Adrogué     | 0 - 1 | Defensores de Cambaceres | Lorenzo Arandilla   | 16 de agosto |

| Comunicaciones      | 0 - 0 | Defensores de Cambaceres | Alfredo Ramos        | 22 de agosto |
| Excursionistas      | 1 - 0 | Brown de Adrogué         | Pampa y Miñones      | 22 de agosto |
| Luján               | 1 - 2 | San Telmo                | Municipal de Luján   | 22 de agosto |
| Central Córdoba (R) | 1 - 2 | Lanús                    | Gabino Sosa          | 22 de agosto |
| Deportivo Riestra   | 0 - 2 | Colegiales               | Saturnino Moure      | 22 de agosto |
| Defensores Unidos   | 1 - 1 | Deportivo Merlo          | Gigante de Villa Fox | 22 de agosto |
| Chacarita Juniors   | 0 - 0 | Berazategui              | Chacarita Juniors    | 22 de agosto |
| Dock Sud            | 0 - 1 | Argentino de Rosario     | De Los Inmigrantes   | 22 de agosto |
| Tristán Suárez      | 0 - 0 | Flandria                 | Moreno y Fariña      | 22 de agosto |
| San Miguel          | 1 - 0 | General Lamadrid         | Malvinas Argentinas  | 22 de agosto |

| General Lamadrid         | 0 - 1 | Comunicaciones      | Enrique Sexto        | 29 de agosto |
| Flandria                 | 2 - 2 | San Miguel          | Carlos V             | 29 de agosto |
| Argentino de Rosario     | 3 - 0 | Tristán Suárez      | Argentino (Rosario)  | 29 de agosto |
| Berazategui              | 5 - 1 | Dock Sud            | Berazategui          | 29 de agosto |
| Deportivo Merlo          | 1 - 2 | Chacarita Juniors   | Francisco Urbano     | 29 de agosto |
| Colegiales               | 2 - 0 | Defensores Unidos   | Malaver y Posadas    | 29 de agosto |
| Lanús                    | 4 - 1 | Deportivo Riestra   | Ciudad de Lanús      | 29 de agosto |
| San Telmo                | 4 - 0 | Central Córdoba (R) | Isla Maciel          | 29 de agosto |
| Brown de Adrogué         | 0 - 1 | Luján               | Lorenzo Arandilla    | 29 de agosto |
| Defensores de Cambaceres | 2 - 1 | Excursionistas      | Rivadavia y Quintana | 29 de agosto |

| Comunicaciones      | 1 - 1 | Excursionistas           | Alfredo Ramos        | 5 de septiembre |
| Luján               | 3 - 1 | Defensores de Cambaceres | Municipal de Luján   | 5 de septiembre |
| Central Córdoba (R) | 2 - 0 | Brown de Adrogué         | Gabino Sosa          | 5 de septiembre |
| Deportivo Riestra   | 1 - 4 | San Telmo                | Ciudad de Lanús      | 5 de septiembre |
| Defensores Unidos   | 1 - 2 | Lanús                    | Gigante de Villa Fox | 5 de septiembre |
| Chacarita Juniors   | 3 - 0 | Colegiales               | Chacarita Juniors    | 5 de septiembre |
| Dock Sud            | 0 - 2 | Deportivo Merlo          | De Los Inmigrantes   | 5 de septiembre |
| Tristán Suárez      | 0 - 0 | Berazategui              | Moreno y Fariña      | 5 de septiembre |
| San Miguel          | 0 - 0 | Argentino de Rosario     | Malvinas Argentinas  | 5 de septiembre |
| General Lamadrid    | 4 - 1 | Flandria                 | Enrique Sexto        | 5 de septiembre |

| Flandria                 | 1 - 3 | Comunicaciones      | Carlos V             | 12 de septiembre |
| Argentino de Rosario     | 0 - 0 | General Lamadrid    | Argentino (Rosario)  | 12 de septiembre |
| Berazategui              | 2 - 2 | San Miguel          | Berazategui          | 12 de septiembre |
| Deportivo Merlo          | 1 - 2 | Tristán Suárez      | José Manuel Moreno   | 12 de septiembre |
| Colegiales               | 1 - 1 | Dock Sud            | Malaver y Posadas    | 12 de septiembre |
| Lanús                    | 1 - 0 | Chacarita Juniors   | Ciudad de Lanús      | 12 de septiembre |
| San Telmo                | 1 - 0 | Defensores Unidos   | Isla Maciel          | 12 de septiembre |
| Brown de Adrogué         | 1 - 0 | Deportivo Riestra   | Lorenzo Arandilla    | 12 de septiembre |
| Defensores de Cambaceres | 0 - 1 | Central Córdoba (R) | Rivadavia y Quintana | 12 de septiembre |
| Excursionistas           | 1 - 2 | Luján               | Pampa y Miñones      | 12 de septiembre |

| Comunicaciones      | 2 - 0 | Luján                    | Alfredo Ramos        | 19 de septiembre |
| Central Córdoba (R) | 1 - 0 | Excursionistas           | Gabino Sosa          | 19 de septiembre |
| Deportivo Riestra   | 1 - 0 | Defensores de Cambaceres | Saturnino Moure      | 19 de septiembre |
| Defensores Unidos   | 2 - 2 | Brown de Adrogué         | Gigante de Villa Fox | 19 de septiembre |
| Chacarita Juniors   | 2 - 0 | San Telmo                | Chacarita Juniors    | 19 de septiembre |
| Dock Sud            | 0 - 3 | Lanús                    | De Los Inmigrantes   | 19 de septiembre |
| Tristán Suárez      | 3 - 1 | Colegiales               | Moreno y Fariña      | 19 de septiembre |
| San Miguel          | 2 - 1 | Deportivo Merlo          | Malvinas Argentinas  | 19 de septiembre |
| General Lamadrid    | 0 - 0 | Berazategui              | Enrique Sexto        | 19 de septiembre |
| Flandria            | 1 - 2 | Argentino de Rosario     | Carlos V             | 19 de septiembre |

| Argentino de Rosario     | 0 - 1 | Comunicaciones      | Argentino (Rosario)  | 26 de septiembre |
| Berazategui              | 3 - 2 | Flandria            | Berazategui          | 26 de septiembre |
| Deportivo Merlo          | 3 - 1 | General Lamadrid    | José Manuel Moreno   | 26 de septiembre |
| Colegiales               | 3 - 0 | San Miguel          | Malaver y Posadas    | 26 de septiembre |
| Lanús                    | 2 - 0 | Tristán Suárez      | Ciudad de Lanús      | 26 de septiembre |
| San Telmo                | 4 - 1 | Dock Sud            | Isla Maciel          | 26 de septiembre |
| Brown de Adrogué         | 1 - 5 | Chacarita Juniors   | Alfredo Beranger     | 26 de septiembre |
| Defensores de Cambaceres | 0 - 0 | Defensores Unidos   | Rivadavia y Quintana | 26 de septiembre |
| Excursionistas           | 3 - 1 | Deportivo Riestra   | Pampa y Miñones      | 26 de septiembre |
| Luján                    | 1 - 1 | Central Córdoba (R) | Municipal de Luján   | 26 de septiembre |

| Comunicaciones       | 2 - 2 | Central Córdoba (R)      | Alfredo Ramos        | 3 de octubre |
| Deportivo Riestra    | 7 - 1 | Luján                    | Saturnino Moure      | 3 de octubre |
| Defensores Unidos    | 4 - 3 | Excursionistas           | Gigante de Villa Fox | 3 de octubre |
| Chacarita Juniors    | 4 - 0 | Defensores de Cambaceres | Chacarita Juniors    | 3 de octubre |
| Dock Sud             | 1 - 2 | Brown de Adrogué         | De Los Inmigrantes   | 3 de octubre |
| Tristán Suárez       | 0 - 1 | San Telmo                | Moreno y Fariña      | 3 de octubre |
| San Miguel           | 0 - 2 | Lanús                    | Malvinas Argentinas  | 3 de octubre |
| General Lamadrid     | 0 - 1 | Colegiales               | Enrique Sexto        | 3 de octubre |
| Flandria             | 1 - 0 | Deportivo Merlo          | Carlos V             | 3 de octubre |
| Argentino de Rosario | 1 - 1 | Berazategui              | Argentino (Rosario)  | 3 de octubre |

| Berazategui              | 1 - 1 | Comunicaciones       | Berazategui          | 10 de octubre |
| Deportivo Merlo          | 3 - 3 | Argentino de Rosario | José Manuel Moreno   | 10 de octubre |
| Colegiales               | 1 - 0 | Flandria             | Malaver y Posadas    | 10 de octubre |
| Lanús                    | 8 - 0 | General Lamadrid     | Ciudad de Lanús      | 10 de octubre |
| San Telmo                | 2 - 2 | San Miguel           | Isla Maciel          | 10 de octubre |
| Brown de Adrogué         | 0 - 0 | Tristán Suárez       | Lorenzo Arandilla    | 10 de octubre |
| Defensores de Cambaceres | 1 - 0 | Dock Sud             | Rivadavia y Quintana | 10 de octubre |
| Excursionistas           | 2 - 1 | Chacarita Juniors    | Pampa y Miñones      | 10 de octubre |
| Luján                    | 0 - 2 | Defensores Unidos    | Municipal de Luján   | 10 de octubre |
| Central Córdoba (R)      | 2 - 1 | Deportivo Riestra    | Gabino Sosa          | 10 de octubre |

| Comunicaciones       | 5 - 0 | Deportivo Riestra        | Alfredo Ramos        | 17 de octubre |
| Defensores Unidos    | 2 - 1 | Central Córdoba (R)      | Gigante de Villa Fox | 17 de octubre |
| Chacarita Juniors    | 2 - 0 | Luján                    | Chacarita Juniors    | 17 de octubre |
| Dock Sud             | 0 - 0 | Excursionistas           | De Los Inmigrantes   | 17 de octubre |
| Tristán Suárez       | 3 - 0 | Defensores de Cambaceres | Moreno y Fariña      | 17 de octubre |
| San Miguel           | 3 - 2 | Brown de Adrogué         | Malvinas Argentinas  | 17 de octubre |
| General Lamadrid     | 0 - 1 | San Telmo                | Enrique Sexto        | 17 de octubre |
| Flandria             | 0 - 2 | Lanús                    | Carlos V             | 17 de octubre |
| Argentino de Rosario | 4 - 1 | Colegiales               | Argentino (Rosario)  | 17 de octubre |
| Berazategui          | 0 - 0 | Deportivo Merlo          | Berazategui          | 17 de octubre |

| Deportivo Merlo          | 2 - 1 | Comunicaciones       | José Manuel Moreno   | 24 de octubre |
| Colegiales               | 1 - 3 | Berazategui          | Malaver y Posadas    | 24 de octubre |
| Lanús                    | 3 - 1 | Argentino de Rosario | Ciudad de Lanús      | 24 de octubre |
| San Telmo                | 3 - 2 | Flandria             | Isla Maciel          | 24 de octubre |
| Brown de Adrogué         | 1 - 1 | General Lamadrid     | Lorenzo Arandilla    | 24 de octubre |
| Defensores de Cambaceres | 1 - 2 | San Miguel           | Rivadavia y Quintana | 24 de octubre |
| Excursionistas           | 3 - 1 | Tristán Suárez       | Pampa y Miñones      | 24 de octubre |
| Luján                    | 6 - 1 | Dock Sud             | Municipal de Luján   | 24 de octubre |
| Central Córdoba (R)      | 2 - 2 | Chacarita Juniors    | Gabino Sosa          | 24 de octubre |
| Deportivo Riestra        | 4 - 1 | Defensores Unidos    | Saturnino Moure      | 24 de octubre |

| Comunicaciones       | 3 - 0 | Defensores Unidos        | Alfredo Ramos       | 31 de octubre  |
| Chacarita Juniors    | 2 - 1 | Deportivo Riestra        | Chacarita Juniors   | 31 de octubre  |
| Dock Sud             | 1 - 1 | Central Córdoba (R)      | De Los Inmigrantes  | 31 de octubre  |
| Tristán Suárez       | 6 - 0 | Luján                    | Moreno y Fariña     | 31 de octubre  |
| San Miguel           | 3 - 3 | Excursionistas           | Malvinas Argentinas | 31 de octubre  |
| General Lamadrid     | 2 - 1 | Defensores de Cambaceres | Enrique Sexto       | 31 de octubre  |
| Flandria             | 1 - 4 | Brown de Adrogué         | Carlos V            | 31 de octubre  |
| Berazategui          | 1 - 2 | Lanús                    | Guido y Sarmiento   | 31 de octubre  |
| Deportivo Merlo      | 0 - 1 | Colegiales               | José Manuel Moreno  | 31 de octubre  |
| Argentino de Rosario | 2 - 1 | San Telmo                | Argentino (Rosario) | 3 de noviembre |

| Colegiales               | 0 - 0 | Comunicaciones       | Malaver y Posadas    | 7 de noviembre |
| Lanús                    | 2 - 6 | Deportivo Merlo      | Ciudad de Lanús      | 7 de noviembre |
| San Telmo                | 0 - 1 | Berazategui          | Isla Maciel          | 7 de noviembre |
| Brown de Adrogué         | 0 - 1 | Argentino de Rosario | Lorenzo Arandilla    | 7 de noviembre |
| Defensores de Cambaceres | 3 - 2 | Flandria             | Rivadavia y Quintana | 7 de noviembre |
| Excursionistas           | 2 - 2 | General Lamadrid     | Pampa y Miñones      | 7 de noviembre |
| Luján                    | 1 - 4 | San Miguel           | Municipal de Luján   | 7 de noviembre |
| Central Córdoba (R)      | 0 - 2 | Tristán Suárez       | Gabino Sosa          | 7 de noviembre |
| Deportivo Riestra        | 0 - 1 | Dock Sud             | Saturnino Moure      | 7 de noviembre |
| Defensores Unidos        | 0 - 0 | Chacarita Juniors    | Gigante de Villa Fox | 7 de noviembre |

| Comunicaciones       | 0 - 4 | Chacarita Juniors        | Argentinos Juniors  | 21 de noviembre |
| Dock Sud             | 1 - 0 | Defensores Unidos        | De Los Inmigrantes  | 21 de noviembre |
| Tristán Suárez       | 1 - 2 | Deportivo Riestra        | Moreno y Fariña     | 21 de noviembre |
| San Miguel           | 1 - 1 | Central Córdoba (R)      | Malvinas Argentinas | 21 de noviembre |
| General Lamadrid     | 5 - 3 | Luján                    | Enrique Sexto       | 21 de noviembre |
| Flandria             | 1 - 4 | Excursionistas           | Carlos V            | 21 de noviembre |
| Argentino de Rosario | 1 - 0 | Defensores de Cambaceres | Argentino (Rosario) | 21 de noviembre |
| Berazategui          | 1 - 1 | Brown de Adrogué         | Norman Lee          | 21 de noviembre |
| Deportivo Merlo      | 2 - 0 | San Telmo                | José Manuel Moreno  | 21 de noviembre |
| Colegiales           | 1 - 2 | Lanús                    | Tomás Adolfo Ducó   | 21 de noviembre |

| Lanús                    | 1 - 0 | Comunicaciones       | Ciudad de Lanús      | 28 de noviembre |
| San Telmo                | 2 - 0 | Colegiales           | Isla Maciel          | 28 de noviembre |
| Brown de Adrogué         | 3 - 3 | Deportivo Merlo      | Lorenzo Arandilla    | 28 de noviembre |
| Defensores de Cambaceres | 1 - 1 | Berazategui          | Rivadavia y Quintana | 28 de noviembre |
| Excursionistas           | 3 - 2 | Argentino de Rosario | Pampa y Miñones      | 28 de noviembre |
| Luján                    | 4 - 1 | Flandria             | Municipal de Luján   | 28 de noviembre |
| Central Córdoba (R)      | 3 - 0 | General Lamadrid     | Gabino Sosa          | 28 de noviembre |
| Deportivo Riestra        | 1 - 5 | San Miguel           | Saturnino Moure      | 28 de noviembre |
| Defensores Unidos        | 2 - 2 | Tristán Suárez       | Gigante de Villa Fox | 28 de noviembre |
| Chacarita Juniors        | 3 - 0 | Dock Sud             | Chacarita Juniors    | 28 de noviembre |